# Нгупанде, Жан-Поль
Жан-Поль Нгупанде (фр. Jean-Paul Ngoupandé; 6 декабря 1948, Нгоро, регион Кемо-Грибинги, Убанги-Шари, Французская Экваториальная Африка — 4 мая 2014, Париж, Франция) — центрально-африканский дипломат и государственный деятель, премьер-министр Центрально-Африканской Республики (1996—1997).

## Биография
До прихода в политику выстраивал академическую карьеру.
- 1985—1987 годы — министр образования,
- 1989—1994 годы — посол в Кот Д’Ивуаре,
- 1994—1996 годы — посол во Франции,
- 1996—1997 годы — премьер-министр и министр финансов Центрально-Африканской Республики. Начал политику реформ из-за которых вступил в конфликт с президентом Анж-Феликсом Патассе и был отправлен в отставку.

После этого основал оппозиционную Партию национального единства (Parti de l’unité nationale), от неё он выступил кандидатом в президенты на выборах в июне 1999 года, на которых получил 3,18 %. Итоговые результаты оппозиция объявила сфальсифицированными.
В 2005 году вновь баллотировался на пост главы государства, вернувшись для этого из эмиграции в Париже в Банги. Первоначально его кандидатура, как и шесть других оппозиционных политиков, не была зарегистрирована по формальным причинам. Затем это решение в его отношении было пересмотрено и он набрал 5 % голосов избирателей, заняв четвёртое место. В проводившихся одновременно парламентских выборах политик победил, затем он перешёл на сторону президента Франсуа Бозизе.
В 2005—2006 годах — министр иностранных дел Центрально-Африканской Республики. Затем был советником президента Бозизе.
Находясь в парижской эмиграции, выступил автором нескольких книг.
1 января 2006 года Нгупанде был доставлен в больницу Валь-де-Грас в Париже после перенесённого сердечного приступа. После лечения он вернулся в Банги 12 февраля.
Живя в Париже, Нгупанде упал в своём доме и умер 4 мая 2014 года.